# Eusébio (Ceará)
Eusébio is een gemeente in de Braziliaanse deelstaat Ceará. De gemeente telt 41.307 inwoners (schatting 2009).
De gemeente grenst aan Fortaleza, Aquiraz en Itaitinga.